# Berkesz
Berkesz är en ort (by) i provinsen Szabolcs-Szatmár-Bereg i östra Ungern. Orten har 777 invånare (2024), på en yta av 13,18 km². Den ligger cirka 24,5 kilometer nordost om Nyíregyháza.